# Александер Юзеф Залуський
Александер Юзеф Залуський (пол. Aleksander Józef Załuski; 1652 — 1 січня 1727) — державний діяч, урядник Речі Посполитої.

## Життєпис
Походив з польського шляхетського роду Залуських гербу Юноша. Другий син Александра Залуського, равського воєводи, та Катаржини Ольшовської гербу Прус II, сестри Примаса Польщі Анджея Ольшовського. Народився 1652 року. 1676 року, коли батько став воєводою, то перебрав у нього уряд равського каштеляна. Першою дружиною стала донька Сандомирського каштеляна Станіслава Вітовського - Тереза Вітовська гербу Ястшембець, за якою отримав як посаг значний маєток Єдлінськ.
1690 року обирається маршалком Коронного трибуналу. 1693 року після смерті батька призначається равським воєводою. Також розділив з братами родинні володіння. 1696 року приєднався до генеральної конфедерації. 5 липня 1697 року підписав у Варшаві оголошення про підтримку вільних виборів, яке скликало шляхту на з'їзд на захист порушених прав Речі Посполитої. 1697 року як сенатор був учасником сейму.
1710 року брав участь у генеральній раді у Варшаві, яка підтримала короля Августа II та вирішила продовжувати війну зі Швецією. У 1720 році внаслідок психічної хвороби відмовився від уряду воєводи, після чого вів життя відлюдника, померши 1727 року.

## Родина
- Перша дружина — Тереза, донька Станіслава Вітовського, сандомирського каштеляна. У шлюбі народився син:
  - Анджей Станіслав (1695—1758), єпископ краківський;
- Друга дружина — Тереза, донька Яна Потканьського, старости іновроцлавського. У шлюбі народилися діти:
  - Марцін (1700—1768), секретар великий коронний;
  - Якуб, староста сулеювський;
  - Юзеф Анджей (1702—1774), єпископ київський;
  - Вікторія, візитантка;
  - Людвіка (д/н — 1758), дружина Яна Станіслава Оссолінського, каштеляна гостинського.